# Marie Wattel
Pour les articles homonymes, voir Wattel.
Marie Wattel, née le 2 juin 1997 à Lille, est une nageuse française.

## Biographie
Marie Wattel passe, à 16 ans, du club de natation des Dauphins d'Annecy (son club formateur) à l'Olympic Nice Natation. Elle est championne de France 2015 du 100 m papillon en 58 s 35.
Elle fait ses débuts en compétition internationales lors des Mondiaux de 2015 à Kazan, ne passant pas la barre des séries, finissant 8e de sa série en 58 s 84.
En 2016, elle participe aux Jeux olympiques de Rio où elle termine 7e de sa série au 100 m papillon, ne se qualifiant pas pour les demi-finales. Relayeuse lors du 4 × 100 m 4 nages, ses compatriotes et elle sont disqualifiées car Wattel a fait une prise de relais trop rapide avec 26 centièmes de secondes d'avance sur l'arrivée de la précédente nageuse.
N'ayant pas réussi à se qualifier pour les Championnats du monde de natation 2017 à Budapest, elle participe aux Championnats des États-Unis de natation à New York en août, où elle gagne le 100 m nage libre en 54 s 27, battant son record personnel de 86 centièmes et devenant le 6e meilleure performeuse française de l'histoire.
En 2017, aux Championnats d'Europe de natation en petit bassin 2017, elle remporte l'argent sur le 100 m papillon derrière la Suédoise Sarah Sjöström. Elle gagne également l'argent sur le 100 m nage libre en 55 s 97, améliorant son record personnel sur la distance.
Elle remporte aux Jeux méditerranéens de 2018 la médaille d'or sur 200 mètres nage libre, la médaille de bronze sur 50 mètres papillon et deux médailles d'argent en relais 4 × 100 m nage libre et 4 × 200 m nage libre. Lors de l'Open de France de natation 2018 à Chartres, elle nage son 100 m papillon en 58 s 13, le deuxième meilleur temps de sa carrière.
Elle participe également aux Championnats d'Europe de natation 2018 où elle est éliminée en demi-finale du 100 m papillon, quelques minutes avant de remporter la couronne européenne du 4 × 100 m nage libre avec ses compatriotes Margaux Fabre, Béryl Gastaldello et Charlotte Bonnet. Elle remporte également l'or sur le 4 × 100 m nage libre mixte avec Charlotte Bonnet, Jérémy Stravius et Mehdy Metella. Sur le relais 4 × 100 m 4 nages, le relais termine 6e de la finale en battant le record de France de la distance. Le 4 × 200 m auquel elle participe termine au pied du podium.
Se concentrant sur les Championnats du monde de natation 2019 à Gwangju, elle décide de ne pas participer aux Championnats du monde de natation en petit bassin 2018 à Hangzhou en décembre 2018. Aux Championnats de France en petit bassin qui s'ensuivent à Angers, elle établit un nouveau record de France du 100 m libre en 51 s 45.
Marie Wattel est également membre de l’équipe London Roar pour la deuxième saison de la International Swimming League (ISL). ISL est une ligue annuelle professionnelle de natation et est une compétition d’équipe. 10 équipes composées des meilleurs nageurs au monde s’affrontent pour le titre ISL en 2020.
Fin septembre 2020, elle s'engage avec le Cercle des nageurs de Marseille tout en poursuivant ses études et ses entraînements à l'université de Loughborough. Elle révèle qu'elle devrait quitter l'Angleterre en 2021 après les JO de Tokyo car elle aura terminé ses études à l'issue de cette année. « Il faut savoir tourner la page », justifie-t-elle ; alors qu'elle devrait venir s'entraîner régulièrement à Marseille.
Fin octobre 2020, elle remporte la première manche du match 2 de l'ISL en gagnant le 100 m papillon puis le 4 × 100 m avec son équipe des London Roar.
En février 2021, Marie Wattel bat son record personnel sur 100 m nage libre (53 s 40) à Manchester. Le report des Jeux en 2021 et ses bonnes performances nourrissent en elle de solides ambitions pour les Jeux, comme elle l'affirme lors d'une interview accordée à L'Équipe : « Une année de plus pour croire en moi, accepter ça. C'est vraiment dur de croire en moi et d'avoir confiance mais ça mûrit ».
Le 20 mars 2021, elle réalise un temps de 53 s 32 sur 100 m nage libre au meeting de Marseille, ce qui lui permet d'obtenir sa qualification pour les Jeux de Tokyo dans cette discipline.
Le 18 mai 2021, elle devient championne d'Europe du 100 m papillon à Budapest (Hongrie) ex aequo avec la nageuse grecque Ánna Dountounáki avec un temps de 57 s 37.
Le 25 juillet 2021, elle améliore son record de France du 100 m papillon en demi-finale des Jeux olympiques de Tokyo avec un temps de 56 s 16. Elle échoue toutefois en finale en terminant à la sixième place en signant tout de même son deuxième meilleur temps de la saison en 56 s 27.
En novembre 2021, elle est retenue dans la liste de l'équipe de France qui dispute les championnats du monde petit bassin à Abu Dhabi en décembre.
En 2022, Marie Wattel obtient sa qualification pour les championnats du monde en petit bassin à Melbourne, prévus du 13 au 19 décembre de la même année. Cependant, en novembre, elle annonce sur Instagram qu'elle préfère ne pas y aller ; elle déclare qu'elle avait « besoin de rester à la maison et de recharger les batteries ».
En juillet 2023, elle termine 6e en finale du 100 m papillon aux mondiaux de Fukuoka.
En octobre 2023, Marie Wattel s'exprime médiatiquement pour commenter son année difficile : « Cette année, c'était beaucoup de souffrances. Dans l'eau, je prenais peu de plaisir. J'arrivais parfois à l'entrainement avec la boule au ventre parce que je savais que j'aurais mal et j'avais peur de dire que je ne pouvais pas faire les choses. » Elle déchire un ligament croisé antérieur cette année.
En janvier 2025, elle annonce partir s’entraîner aux États-Unis avec Herbie Behm où elle retrouve Ilya Kharun, Michael Andrew et Mikkel Schreuders.

## Palmarès

### Championnats du monde en grand bassin
- Championnats du monde 2019 à Gwangju ( Corée du Sud) : 
  -  médaille de bronze du relais 4 × 100 m nage libre mixte
  - 5e du 50 m papillon
  - 8e du 100 m papillon
- Championnats du monde 2022 à Budapest ( Hongrie) :
  -  médaille d'argent du 100 m papillon
- Championnats du monde 2025 à Singapour :
  -  médaille de bronze du relais 4 × 100 m nage libre mixte

### Championnats d'Europe en grand bassin
- Championnats d'Europe de natation 2018 à Glasgow ( Royaume-Uni) :
  -  médaille d'or du 4 × 100 m nage libre féminin
  -  médaille d'or du 4 × 100 m nage libre mixte

- Championnats d'Europe de natation 2020 à Budapest ( Hongrie) :
  -  médaille d'or du 100 m papillon
  -  médaille d'argent du 100 m nage libre
  -  médaille de bronze du 4 × 100 m nage libre féminin
- Championnats d’Europe de natation à Rome 2022 (Italie)
- médaille d'or du 4x 100 m nage libre mixte
- médaille d'argent du 100 m papillon, 50 m papillon et 4x 100m 4 nages

### Championnats d'Europe en petit bassin
- Championnats d'Europe de natation en petit bassin 2017 à Copenhague ( Danemark) :
  -  médaille d'argent du 100 m papillon

### Jeux méditerranéens
- Jeux méditerranéens de 2018 à Tarragone ( Espagne) :
  -  médaille d'or du 200 m nage libre
  -  médaille d'argent du 4 × 100 m nage libre
  -  médaille d'argent du 4 × 200 m nage libre
  -  médaille de bronze du 50 m papillon